# Ober Rosenauerwald
Ober Rosenauerwald ist eine Ortschaft und als Oberrosenauerwaldhäuser eine Katastralgemeinde der Stadtgemeinde Groß Gerungs im Bezirk Zwettl in Niederösterreich.

## Siedlungsentwicklung
Zum Jahreswechsel 1979/1980 befanden sich in der Katastralgemeinde Oberrosenauerwaldhäuser insgesamt 156 Bauflächen mit 63.699 m² und 32 Gärten auf 17.627 m², 1989/1990 gab es 154 Bauflächen. 1999/2000 war die Zahl der Bauflächen auf 400 angewachsen und 2009/2010 bestanden 247 Gebäude auf 397 Bauflächen.

## Bodennutzung
Die Katastralgemeinde ist landwirtschaftlich geprägt. 928 Hektar wurden zum Jahreswechsel 1979/1980 landwirtschaftlich genutzt und 491 Hektar waren forstwirtschaftlich geführte Waldflächen. 1999/2000 wurde auf 880 Hektar Landwirtschaft betrieben und 522 Hektar waren als forstwirtschaftlich genutzte Flächen ausgewiesen. Ende 2018 waren 827 Hektar als landwirtschaftliche Flächen genutzt und Forstwirtschaft wurde auf 541 Hektar betrieben. Die durchschnittliche Bodenklimazahl von Oberrosenauerwaldhäuser beträgt 16,8 (Stand 2010).

## Persönlichkeiten
- Johann Haider (1921–1997), Funktionär, Politiker, Abgeordneter zum Nationalrat und Staatssekretär

## Weltkugel

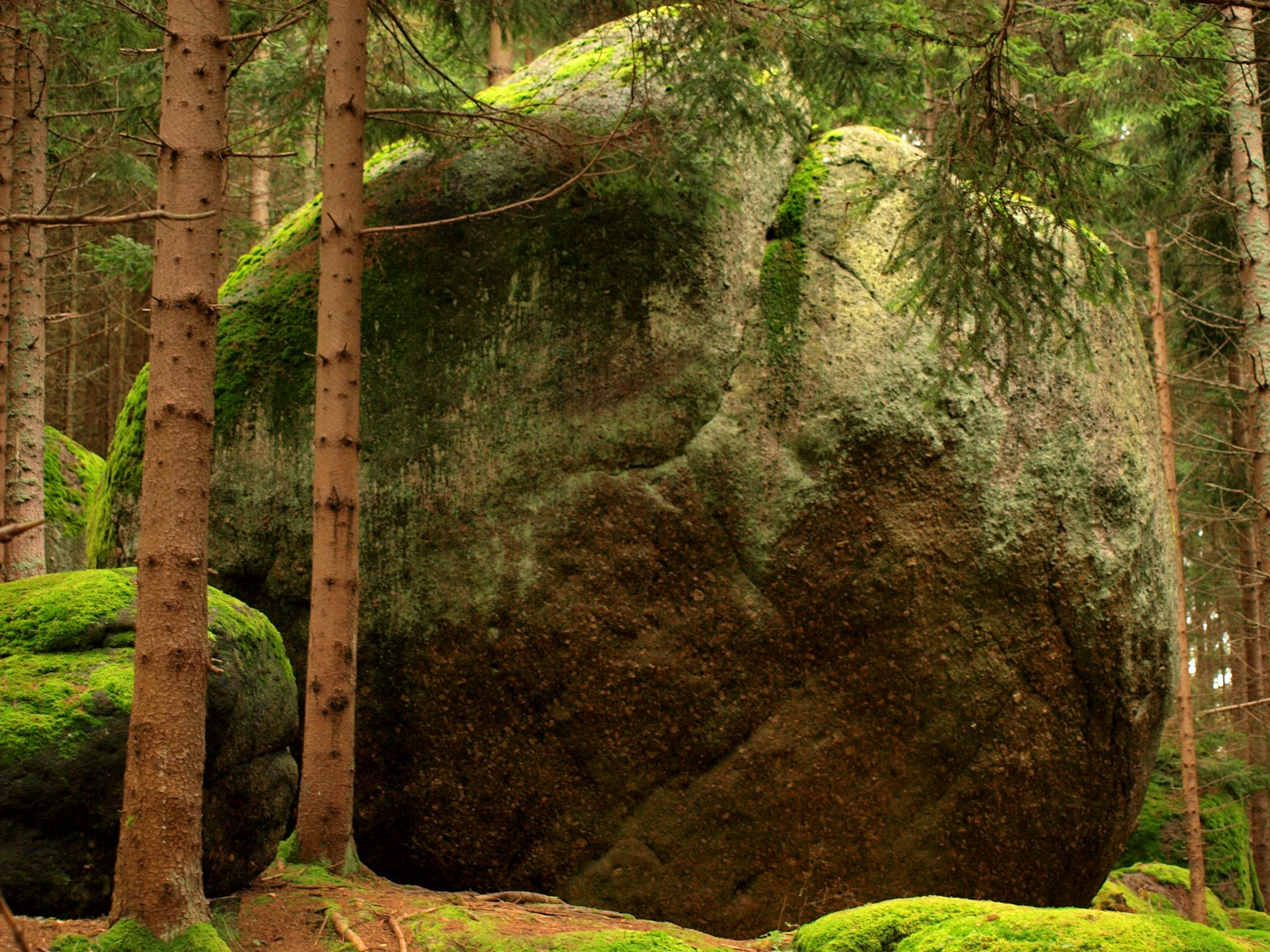
Weltkugel Oberrosenauerwald

Als Weltkugel wird ein rundlicher Granitfelsen bezeichnet, der über sieben Meter Durchmesser hat und etwa 500 Tonnen wiegt. Der Stein () befindet sich ganz im Osten der Katastralgemeinde und ist über den Kuenringerweg 611 erreichbar.